# Hymn Wolnego Miasta Gdańska
Hymn Wolnego Miasta Gdańsk – hymnem Wolnego Miasta była pieśń o tytule Für Danzig (lub od pierwszych słów Kennst du die Stadt am Bernsteinstrand). 
Konkurs na hymn Gdański rozpisał Senat Wolnego Miasta Gdańska. Na początku 1924 zwycięzcą został ogłoszony autor słów hymnu Paul Enderling (ur. 22 kwietnia 1880 w Gdańsku; zm. 16 stycznia 1938 w Stuttgarcie).
Pieśń Für Danzig była częścią niemieckiej propagandy prowadzonej na terytorium Wolnego Miasta Gdańsk. Nigdy nie została zaakceptowana przez Polaków, ze względu na treść.

## Słowa niemieckie
Kennst du die Stadt am Bernsteinstrand,
umgrünt von ew'ger Wälder Band,
wo schlanke Giebel streben
empor zum Sonnenschein!
Ja, sollt' ich fröhlich leben,
in Danzig müßt es sein!
Kennst du die Stadt, wo Turm an Turm
in Treue trotzt dem Zeitensturm,
wo stolze Schiffe gleiten
ins blaue Meer hinein!
Ja, sollt' ich tapfer streiten,
für Danzig müßt es sein!
Kennst du die Stadt, wo deutsche Art
voll Kraft und Mut ihr Gut bewahrt,
wo deutsch die Glocken werben
und deutsch ein jeder Stein!
Ja sollt' ich selig sterben,
in Danzig müßt es sein!

## Tłumaczenie na polski

### Wersja pierwsza
Znasz-li ten gród nad bursztynowym brzegiem,
odwiecznych borów spowity szeregiem,
gród w starej baśni poczęty
wśród aureoli świętej?
Jeśli szczęśliwy mam być, to w Gdańsku
to w Gdańsku muszę żyć!
Znasz-li ten gród, gdzie wieża przy wieży,
wiernie stróżuje u wieków rubieży,
gdzie dumne okręty płyną
nad modrą wód głębiną?
Gdy przyjdzie bojowy zew, dla Gdańska
dla Gdańska dam chętnie krew!
Znasz-li ten gród, na którego bramie,
niemieckich skarbów mężne strzeże ramię?
gdzie na niemiecką gloryją
niemieckich skarbów mężne strzeże ramię?
Gdy śmierć zabierze mnie, to w Gdańsku
w Gdańsku umierać chcę!

### Wersja druga
Na bursztynowym brzegu gród,
wokół którego lasów wbród!
A smukłe domów szczyty
ku słońcu wciąż się pną...
Tak, jeśli mam szczęśliwy być,
to w Gdańsku muszę żyć!
Wieża przy wieży w Mieście tym
wciąż trwa na przekór czasom złym,
a dumne statki suną
prosto w błękity mórz!
Tak, tylko za me Miasto
w bitewny pójdę kurz!
Czy znasz to miasto, gdzie niemiecki ród
pełen siły i odwagi, strzeże bogactw swych,
gdzie niemieckie dzwony wołają
i niemiecki jest każdy kamień!
Tak, jeśli mam błogo umrzeć,
to zrobię to tylko w Gdańsku